# Rengeteg
Rengeteg es una película dramática húngara de 2003 dirigida por Benedek Fliegauf. Fue seleccionada como la entrada húngara a la Mejor Película en Lengua Extranjera en los 76.ª Premios de la Academia, pero no fue nominada.

## Reparto
- Rita Braun
- Barbara Csonka
- Laszlo Cziffer
- Gábor Dióssy
- Bálint Kenyeres